# Кушеєво
Куше́єво (рос. Кушеево, башк. Ҡушый) — присілок у складі Абзеліловського району Башкортостану, Росія. Входить до складу Давлетовської сільської ради.
Населення — 374 особи (2010; 324 в 2002).
Національний склад:
- башкири — 98%.